# Linköping HC
Linköping HC – szwedzki klub hokeja na lodzie z siedzibą w Linköping.

## Informacje ogólne

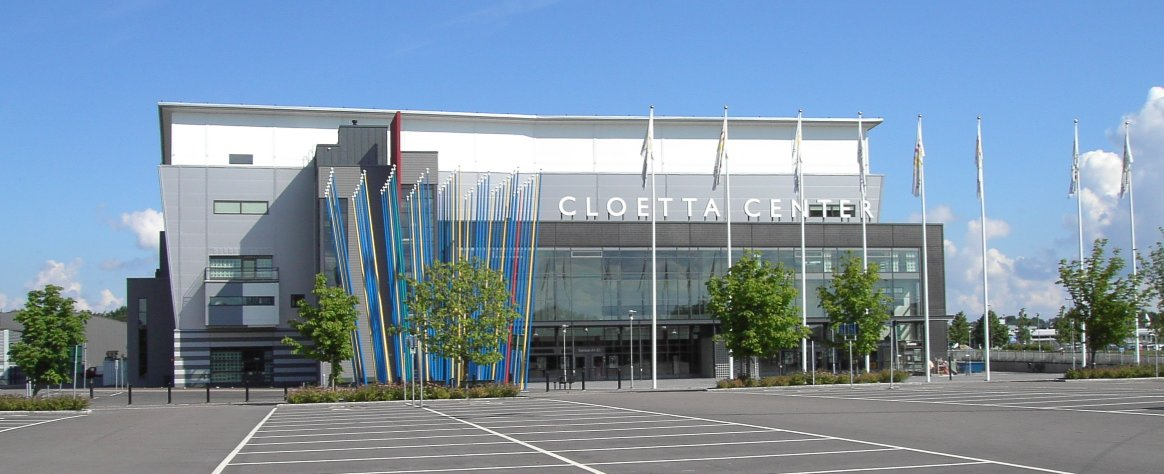
Hala Cloetta Center

- Nazwa: Linköping HC
- Data założenia: 1976
- Barwy: czerwono-niebiesko-białe
- Lodowisko: Saab Arena
- Pojemność: 8500

## Sukcesy
- Srebrny medal mistrzostw Szwecji: 2007, 2008
- Puchar European Trophy: 2008